# Списак генерала и адмирала Југословенске војске: Ћ, У, Ф, Х, Ц, Ч и Ш
Списак генерала и адмирала Југословенске војске (ЈВ) чије презиме почиње на слова Ћ, У, Ф, Х, Ц, Ч и Ш, за остале генерале и адмирале погледајте Списак генерала и адмирала Југословенске војске.
напомена:
Генералски, односно адмиралски чинови у ЈВ су били — војвода, армијски генерал (адмирал), дивизијски генерал (вице-адмирал) и бригадни генерал (контра-адмирал). 

### Ћ
- Драгољуб Ћирић (1882—1953), пешадијски бригадни генерал.

### У
- Милан Узелац (1867—1954), дивизијски генерал. Активна служба у ВКЈ престала му је 1923. Прешао у војску НДХ 1941. Пензионисан 1941.
- Драгољуб Узун-Мирковић (1875—1941), дивизијски генерал. Активна служба у ВКЈ престала му је 1928. Преведен у резерву.

### Ф
- Михаило Филиповић (1869—1942), дивизијски генерал. Активна служба у ВКЈ престала му је 1929.

### Х
- Стеван Хаџић (1868—1931), армијски генерал.
- Светозар Хаџић (1880—1969), пешадијски бригадни генерал. Активна служба у ВКЈ престала му је 1941.
- Божин Хаџи-Илић (1882—?), артиљеријско-технички генерал. Активна служба у ВКЈ престала му је 1939. Реактивиран 1941. Одведен у заробљеништво 1941. године.
- Љубиша Хаџи-Поповић (1884—1949), инжињеријски бригадни генерал. Одведен у заробљеништво 1941. године, после рата наставио службу у ЈНА са чином генерал-потпуковник. Пензионисан 1947.
- Драгутин Ханел (1885—1941), артиљеријски бригадни генерал.
- др Анте Хочевар (1880—?), санитетски бригадни генерал. Активна служба у ВКЈ престала му је 1941. Прешао у војску НДХ 1941. Пензионисан 1944.
- Никола Христић (1884—1945), дивизијски генерал. Активна служба у ВКЈ престала му је 1940. Реактивиран 1941. Одведен у заробљеништво 1941. године, после рата није наставио службу.

### Ц
- Душан Цветковић (1866—1947), дивизијски генерал. Активна служба у ВКЈ престала му је 1927. Преведен у резерву.
- Светомир Цвијовић (1876—1954), дивизијски генерал. Активна служба у ВКЈ престала му је 1927.
- Никола Цоловић (1874—1939), коњички бригадни генерал. Активна служба у ВКЈ престала му је 1927.
- Владимир Цукавац (1884—1965), армијски генерал. Одведен у заробљеништво 1941. године, после рата није наставио службу.

### Ч
- Миловије Чађевић (1875—1946), дивизијски генерал. Активна служба у ВКЈ престала му је 1929.
- Димитрије Чемерикић (1882—1960), коњички бригадни генерал.
- Војин Чолак-Антић (1877—1945), дивизијски генерал. Активна служба у ВКЈ престала му је 1936.

### Ш
- Димитрије Шапинац (1881—1958), судски бригадни генерал. Активна служба у ВКЈ престала му је 1932. Реактивиран 1941. Одведен у заробљеништво 1941. године, после рата није наставио службу.
- Вељко Шапоњић (1882—1943), пешадијски бригадни генерал. Активна служба у ВКЈ престала му је 1939. Реактивиран 1941. Одведен у заробљеништво 1941. године.
- Чедомир Шкекић (1889—1948), пешадијски бригадни генерал. Одведен у заробљеништво 1941. године, после рата није наставио службу.
- Драгутин Шокорац (1880—1942), артиљеријско-технички бригадни генерал. Активна служба у ВКЈ престала му је 1937.
- Андрија Шукаловић (1865—1930), судски бригадни генерал. Активна служба у ВКЈ престала му је 1929.